# Agnes Hammarskjöld
Agnes Hammarskjöld (nascida Almqvist; 1866–1940) foi uma sueca, esposa de Hjalmar Hammarskjöld, um nobre sueco e primeiro-ministro no período 1914–1917.

## Biografia
Agnes Almqvist nasceu em 1866. Ela veio de uma família estabelecida, e o seu pai era Fridolf Almqvist, que serviu como director geral do Conselho Nacional de Prisões. Carl Jonas Love Almqvist, um autor, era meio-irmão do seu pai. Ela casou-se com Hjalmar Hammarskjöld, e eles moraram no Castelo de Vasa. Eles tiveram quatro filhos: Bo, Åke, Sten e Dag.
Ela era uma pessoa religiosa e lidava intensamente com teologia. Foi uma das confidentes de Lars Olof Jonathan Soderblom, o bispo luterano de Uppsala. Ela morreu em 1940 e foi enterrada no túmulo da família em Uppsala.